# Гостецкое сельское поселение
Гостецкое сельское поселение — упразднённое с 12 апреля 2010 года муниципальное образование в Новгородском муниципальном районе Новгородской области России.
Административным центром была деревня Гостцы.
Территория сельского поселения располагалась в центре области, на восточном побережье озера Ильмень.
Гостецкое сельское поселение было образовано в соответствии с законом Новгородской области от 11 ноября 2005 года № 559-ОЗ. 30 марта 2010 года областным законом № 721-ОЗ Гостецкое сельское поселение и Пролетарское городское поселение были преобразованы во вновь образованное муниципальное образование Пролетарское городское поселение с определением административного центра в рабочем посёлке Пролетарий

## Населённые пункты
Бор, Веретье, Вейско, Гостцы, Замленье, Заречье (Хохуль), Льзень, Шабаново, Нильско, Осмоево, Дорожно, Красные Станки, Слюзово, Поляны, Поводье.